# Sardigna Natzione Indipendentzia

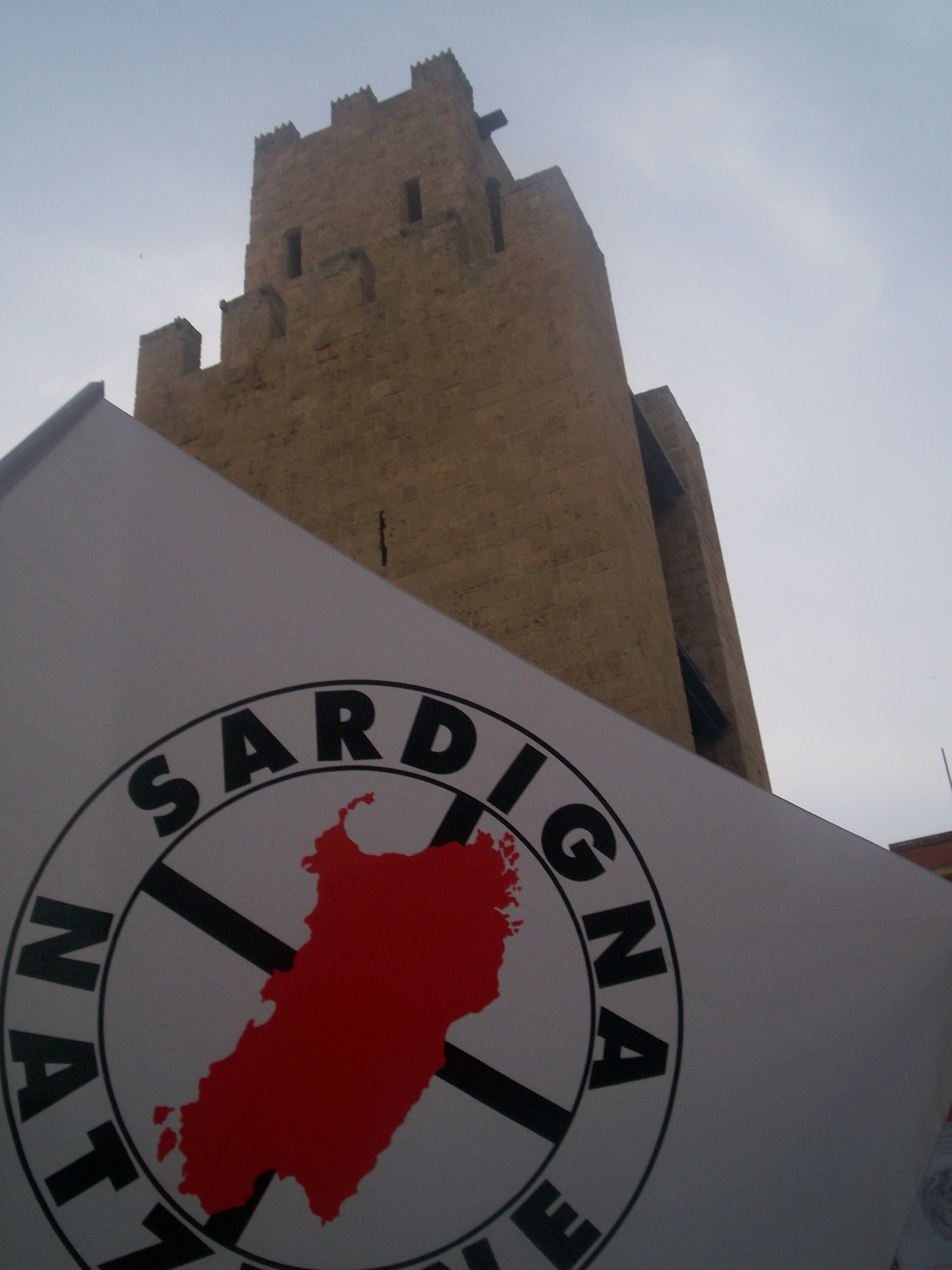
Drapeau.

Sardaigne nation indépendante (en sarde : Sardigna Natzione Indipendentzia et en italien : Sardegna Nazione Indipendenza, abrégé en SNI) est un parti politique italien fondé en 1994, qui revendique l'indépendance de la Sardaigne.
Il a obtenu 11 000 voix aux élections législatives d'avril 2006 (aucun élu).
Il présente son leader, Bustianu Cumpostu, comme candidat président du conseil aux élections parlementaires des 13 et 14 avril 2008.